# CDB Amistad y Deporte
El CDB Amistad y Deporte, llamado también Fundación Adepal o simplemente Adepal, es un equipo profesional de baloncesto con sede en Alcázar de San Juan (Ciudad Real) España. Para la temporada 2010/2011 el equipo competirá en LEB Oro.

## Historia
El CDB Amistad y Deporte se constituyó en el año 2006 obteniendo la plaza en la categoría de 1ª nacional del otro club de la ciudad el Grupo 76 Al-Kasar. Con un equipo formado en su mayoría por jugadores no locales, consiguió el primer puesto en la liga regular, sin embargo, el equipo no pudo conseguir el ascenso de categoría al caer derrotado en casa en los playoff de ascenso ante el CB Gerindote. No obstante consigue para la temporada 2007/2008 plaza por invitación en la liga EBA, jugando en el grupo B de la misma. En ella vuelve a conseguir la primera plaza en la liga regular pero a diferencia del año anterior, consigue el ascenso en los playoff de nuevo celebrados en la localidad. En esta temporada se cuenta en la plantilla con jugadores históricos del baloncesto como Quique Barcenas entre otros.
La temporada 2008/2009 el equipo juega en la LEB Bronce, en la que consigue un noveno puesto en la liga regular que le dio derecho a jugar los playoff de ascenso a LEB Plata, sin embargo cayó eliminado ante el Carrefour El Bulevar de Ávila a un partido de ida y vuelta.
Con la desaparición de la LEB Bronce, el equipo obtiene plaza en la LEB Plata para jugar la temporada 2009/2010. En esta temporada se cuenta con los servicios de Javier Juárez Crespo como entrenador así como jugadores experimentados en categorías superiores y grandes promesas. En la primera fase de la liga LEB Plata, el equipo obtuvo el tercer puesto en su grupo. En la fase de ascenso de LEB Plata a LEB Oro, terminó en primera posición por lo que consigue el ascenso a LEB Oro en una segunda frase brillante en la que no cedió un solo partido, que le da acceso por primera vez a la segunda división del baloncesto español en su corta historia.
Para la temporada 2010/2011 el equipo estuvo a punto de desaparecer, pero una rápida intervención de la Junta de Comunidades de Castilla-La Mancha hizo que el equipo pudiera pagar el aval necesario para la LEB Oro por lo que consigue jugar esta temporada en esta categoría.

## Trayectoria
| Temporada | Nivel | Liga        | Pos. | Play Off       |
| --------- | ----- | ----------- | ---- | -------------- |
| 2006–07   | 5     | 1ª División | 2    | Ascenso        |
| 2007–08   | 5     | Liga EBA    | 1    | AscensoCampeón |
| 2008–09   | 4     | LEB Bronce  | 9    | Cuartos        |
| 2009–10   | 3     | LEB Plata   | 1    | Ascenso        |
| 2010–11   | 2     | LEB Oro     | 17   | Descenso       |

- Datos: Q5009867
- Multimedia: Fundación Adepal Alcázar / Q5009867